# Рауд, Пауль Яанович
Па́уль Я́анович Ра́уд (эст. Paul Raud; 22 октября 1865, д. Кирику, Валкский уезд, Лифляндская губерния, Российская империя — 22 ноября 1930, Таллин, Эстония) — эстонский художник.

## Биография
Пауль Рауд родился 22 октября 1865 года в деревне Кирику (совр. Кирикукюла) прихода Виру-Яагупи. У него был брат-близнец Кристьян, впоследствии — известный эстонский художник, основатель Эстонского национального музея.
Детство и юность обоих братьев прошли в деревне Мерикюла, где их отец Яан Рауд работал полевым объездчиком. Он рано умер.
В 1886 году, по окончании Раквересского сельского училища, Пауль отправился на учебу в Дюссельдорф. Ученик Эдуарда фон Гебгардта.
В 1896 году Рауд вместе с братом и скульптором Амандусом Адамсоном осуществил путешествие на острова Муху и Пакри. Его работы этого периода напоминали картины Макса Либермана. В 1899 году он вернулся в Германию, где вновь обратился к элементам импрессионизма в своем творчестве. Во многом на тогдашний стиль работы Рауда оказал влияние опыт совместной работы с И. Е. Репиным.
В течение и после Первой мировой войны, в ходе которой художник уехал в Таллин, он начал преподавать, с 1915 года работая преподавателем графики в Таллинском институте торговли и — с 1923 года — в Государственной школе промышленного дизайна в Таллине. Ателье художника располагалось в башне Нейтситорн.
Умер художник 22 ноября 1930 года. Похоронен в Таллине на кладбище Рахумяэ.
Работы художника хранятся в Эстонском художественном музее.

## Галерея

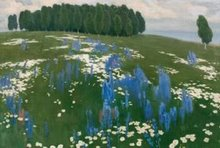
«Цветочное поле» (1906-1911)
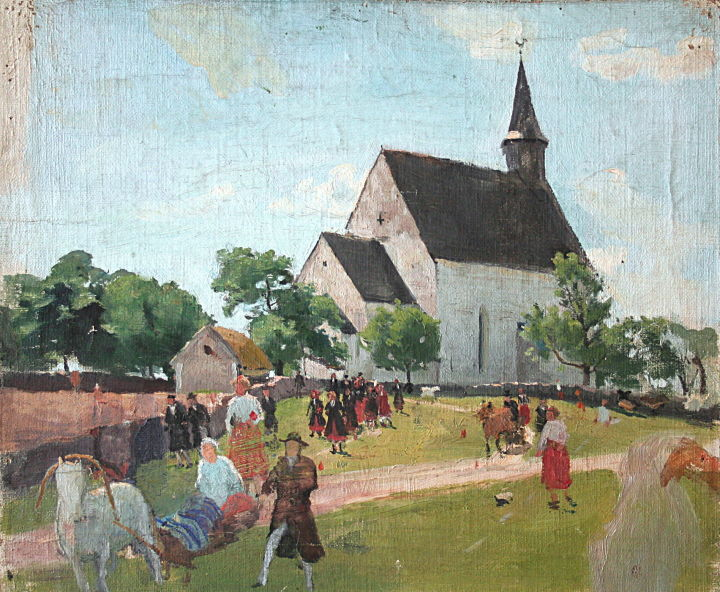
«Мухусская церковь» (1898)
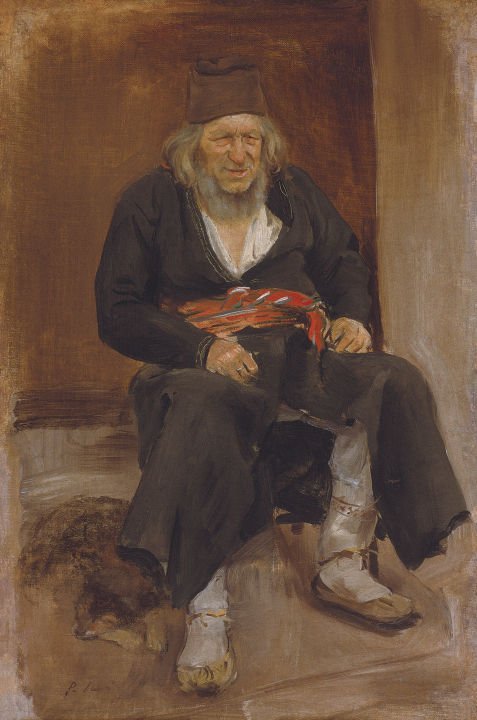
«Старик с острова Муху» (1898)
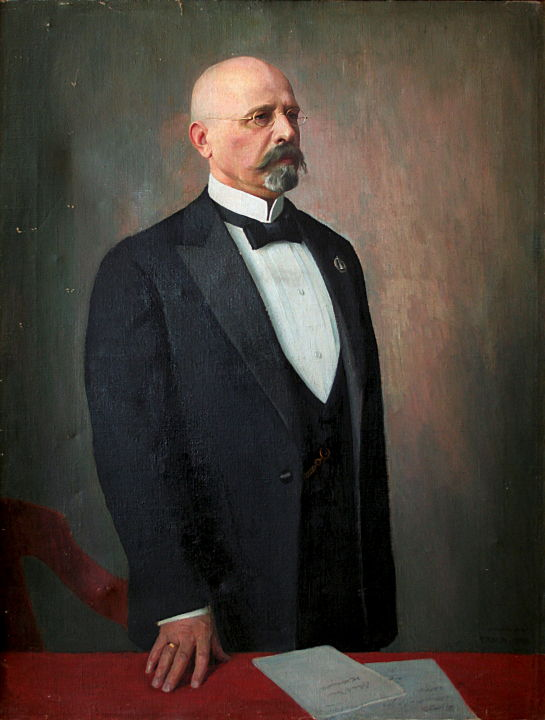
«Портрет Яана Поски» (1929)
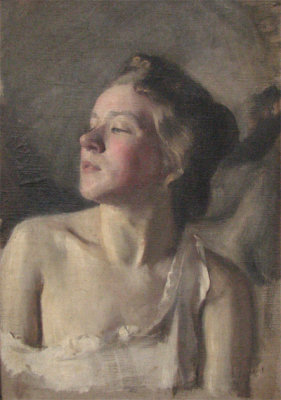
«Полуобнаженная» (1911)
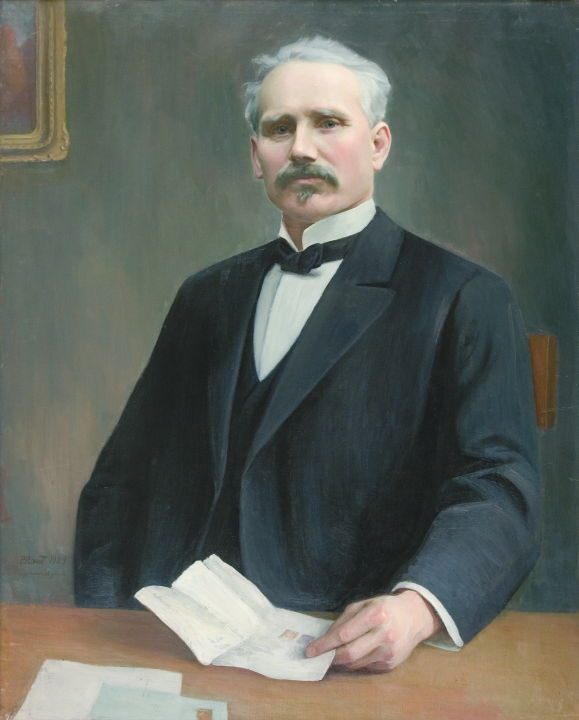
«Портрет Волдемара Пухка» (1929)